# Histiotus macrotus
Histiotus macrotus — вид ссавців родини лиликових. 

## Проживання, поведінка
Країна поширення: Аргентина, Болівія, Перу, Чилі. Зазвичай населяє шахти, але може бути знайдений в будинках.

## Загрози та охорона
Немає серйозних загроз по всьому ареалу. 